# Nikodemus Holler
Nikodemus Holler (Mühlacker, 4 mei 1991) is een Duits voormalig wielrenner die van 2015 tot 2022 reed voor Bike Aid.

## Carrière
In september 2012 werd Holler, in dienst van Team Specialized Concept Store, tweede op het nationale kampioenschap voor beloften, achter Rick Zabel. Een jaar later werd hij, op bijna drie minuten van winnaar Silvio Herklotz, vierde. Vanwege onder meer die resultaten en zijn vijftiende plek in de Ronde van de Aostavallei mocht Holler vanaf augustus 2013 stage lopen bij Team Argos-Shimano. Zijn beste resultaat tijdens deze stageperiode was een zeventiende plaats in de zesde etappe van de USA Pro Challenge.
In 2016 won Holler, met een voorsprong van veertien punten op Bryan McCrystal, het bergklassement van de An Post Rás. Een jaar later behaalde hij zijn eerste UCI-zege door de tweede etappe van de Ronde van Kameroen op zijn naam te schrijven. Nadat hij twee dagen later de leiderstrui veroverde van Adne van Engelen schreef hij ook het eindklassement op zijn naam.

## Overwinningen
2016
Bergklassement An Post Rás
2017
2e etappe Ronde van Kameroen
Eindklassement Ronde van Kameroen
4e en 5e etappe Ronde van het Poyangmeer
Eindklassement Ronde van het Poyangmeer
2018
4e en 5e etappe Ronde van Hongarije
8e etappe Ronde van Singkarak
1e etappe Ronde van het Poyangmeer
2020
Proloog Sibiu Cycling Tour
Eindklassement Ronde van Thailand

## Ploegen
- 2012 –  Team Specialized Concept Store
- 2013 –  Thüringer Energie Team
- 2013 –  Team Argos-Shimano (stagiair vanaf 1-8)
- 2014 –  Team Stuttgart
- 2015 –  Bike Aid
- 2016 –  Stradalli-Bike Aid
- 2017 –  Bike Aid
- 2018 –  Bike Aid
- 2019 –  Bike Aid
- 2020 –  Bike Aid
- 2021 –  Bike Aid
- 2022 –  Bike Aid

Wielerploegen van Nikodemus Holler
Ahlstrand ·
Arndt ·
Barguil · 
Clarke ·
Curvers ·
Damuseau ·
De Backer ·
Degenkolb ·
Dumoulin ·
Fröhlinger ·
Geschke ·
Gretsch ·
Huguet ·
Hupond ·
Janse van Rensburg · 
Ji · 
Kittel ·
de Kort ·
Ludvigsson ·
Mezgec ·
Parisien ·
Peterson ·
Preidler ·
Sinkeldam ·
Sprick ·
Stamsnijder ·
Timmer · 
Veelers · 
Xing ·
Holler (stagiair) · 
Jauregui (stagiair) · 
Olsson (stagiair)
Amanuel · Beck · Bichlmann · Garcia · Hadi · Holler · Laizer · Lechner · Mengis · Merseburg · Nsengimana · Schäfer · Schnapka · Teshome
Beck · Bichlmann · van Engelen · Habtom · Holler · Kangangi · Kipkemboi · Langat · Lechner · Mengis · Rugg · Schäfer · Schnapka · Teshome · Thömel · Kagimu (stagiair) · Kiplagat (stagiair)
Abraham · Bichlmann · Carstensen · van Engelen · Holler · Kagimu · Kangangi · Kipkemboi · Langat · Lechner · Schäfer · Schnapka · Teshome · Thömel